# 库兹内齐
庫兹内齊（羅馬化：Kuznetsi）是一條位於乌克兰東部顿涅茨克州卡利米烏斯凱區新亞速斯克市鎮的村庄。距離該区中心新亞速斯克约31公里。

## 俄烏戰爭
2014年8月26日，俄罗斯军队及頓涅茨克人民共和國试图夺取新亞速斯克，期間占领了庫兹内齊。

## 人口數據
据2001年烏克蘭人口普查，该村人口为26人，其中7人表示乌克兰语是他们的母语（27%），而其餘的19人為俄语（73%）。